# Glomerulární bazální membrána
Glomerulární bazální membrána (zkráceně GBM) je jednolitá vrstva bazální laminy glomerulu ledviny, počátečního oddílu ledvinového (Malpighiho) tělíska. Z obou stran na ni přiléhá negativně nabitá lamina rara. Spolu s kapilárním endotelem a výběžky podocytů tvoří glomerulární filtrační membránu, která díky ultrafiltraci vytváří z krevní plazmy filtrát, tzv. primární moč bez bílkovin a krevních buněk, s dominantím podílem vody. Glomerulární bazální membrána je průběžně odbourávána a obnovována všemi okolními strukturami, podocyty, endotelem a mesangiem, jehož mezenchymové hvězdicovité buňky v mezibuněčné hmotě fungují jako opora kapilár před vysokým kapilárním tlakem.

## Histologie a fyziologie
Stěny vlásečnic glomerulu tvoří filtrační membránu se záporným nábojem glykokalyxu, která díky filtračnímu tlaku odděluje z proudící krevní plazmy glomerulární filtrát, tzv. primární moč vznikající v Bowmanově pouzdru s nízkou hodnotou onkotického tlaku vzhledem k nepřítomnosti bílkovin. Fyzikální podstatou tvorby filtrátu je ultrafiltrace, jejímž smyslem je propouštění vody s nízkomolekulárními látkami a nepropouštění plazmatických bílkovin s krevními buňkami.
Propustnost filtrační membrány je přibližně padesátkrát vyšší než u kapilár kosterních svalů a tvoří ji tři vrstvy. Fenestrovaný endotel s otvory 50–100 nm zachycující krevní buňky, střední vrstva glomerulární bazální membrány se schopností zadržet všechny plazmatické makromolekuly, a selektivně nejjemnější filtrační štěrbiny mezi podocyty propouštějící částice do průměru 4 nm a blokující ty nad 8 nm. Podocyty obsahují sekundární prstovité výběžky (pedikly), které v podobě propleteného filmu pokrývají GBM. Filtrační štěrbiny jsou pokryty membránou, která obsahuje transmembránový protein nefrin.

### Vrstvy GBM
Glomerulární bazální membrána obsahuje tři vrstvy:
| Vrstva              | Umístění              | Složení                                        | Funkce                                                                                     |
| ------------------- | --------------------- | ---------------------------------------------- | ------------------------------------------------------------------------------------------ |
| lamina rara externa | sousedíci s podocyty  | heparansulfát sialoglykoproteiny proteoglykany | Heparansulfát omezuje pohyb záporně nabitých částic. Sialoglykoproteiny lepí buňky na GBM. |
| lamina densa        | tmavá centrální zóna  | kolagen typu 4 laminin 11 proteoglykany        | nepropustnost podle velikosti (molekulová hmotnost > 70 kDa)                               |
| lamina rara interna | sousedící s endotelem | heparansulfát chondroitin sulfát               | nepropustnost podle náboje                                                                 |

## Patologie

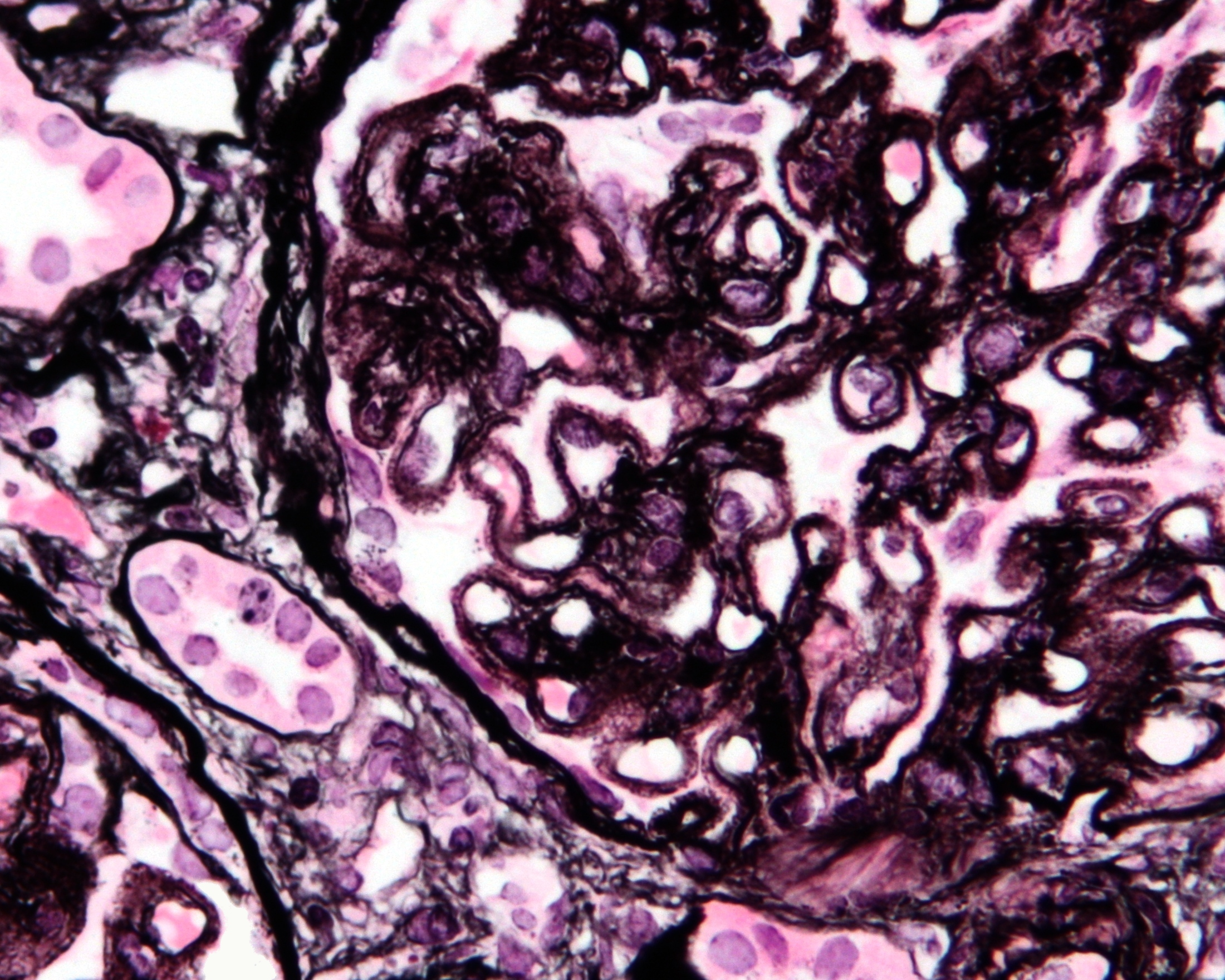
Mikrofotografie membranózní nefropatie se ztluštěním kapilárních stěn glomerulů kvůli ukládání imunokomplexů (Jonesova impregnace)

- Goodpastureův syndrom je vzácné systémové autoimunitní onemocnění vznikající imunopatologickou reakcí za přítomnosti autoprotilátek typu IgG proti bazální membráně glomerulů a alveolárních kapilár. Glomerulonefritida se rozvíjí účinkem autoprotilátek proti doméně molekuly alfa-3 podjednotky kolagenu IV, tzv. Goodpastureovu antigenu.
- Nefrotický syndrom je změna ve struktuře mechanismu glomerulární filtrace, obvykle v glomerulární bazální membráně. Příznaky zahrnují proteinurii, hypoalbuminémii, edém a hyperlipidémii.
- Diabetická glomeruloskleróza je ztluštění bazální membrány s vyšším zastoupením kolagenu; membrána může být v průměru až 4–5krát tlustší v důsledku nedostatku inzulinu a vést k hyperglykémií.
- Alportův syndrom je dědičné onemocnění způsobené mutacemi kolagenu typu IV, vedoucí k rozvláknění lamina densa glomerulární bazální membrány. V klinickém obrazu jsou přítomny oboustranné poruchy sluchu a poškození očí.